# Кірпічлі
Кірпічлі – газоконденсатне родовище на північному сході Туркменістану. За міжнародною класифікацією належить до категорії гігантських.
Поклади вуглеводнів родовища пов’язані із відкладами верхньої/середньої юри (оксфордський/келовейський яруси). Глибина залягання покрівлі продуктивних пластів від 2897 до 2955 метрів. За типом поклади належать до пластових, а як колектори виступають карбонати. Пористість коливається в межах 14% – 15%.
Початкові видобувні запаси Кірпічлі оцінили у 154 млрд м3 газу та 8,3 млн тонн конденсату.
Родовище відкрили у 1972 році та ввели в експлуатацію у 1978-му.
Його продукція транспортується у північно-східному напрямку до родовища Наїп, де з 1998-го працює газопереробний завод Наїп.